# Leopoldo Carlucci
Leopoldo Carlucci fue un director, guionista y productor de cine italiano de comienzos del siglo XX. 

## Filmografía
Entre 1915 y 1928 apenas realizó las siguientes nueve películas:
- La Maschera Folle (1915)
- Sangue romagnolo (1916)
- Il vetturale del Moncenisio (1916)

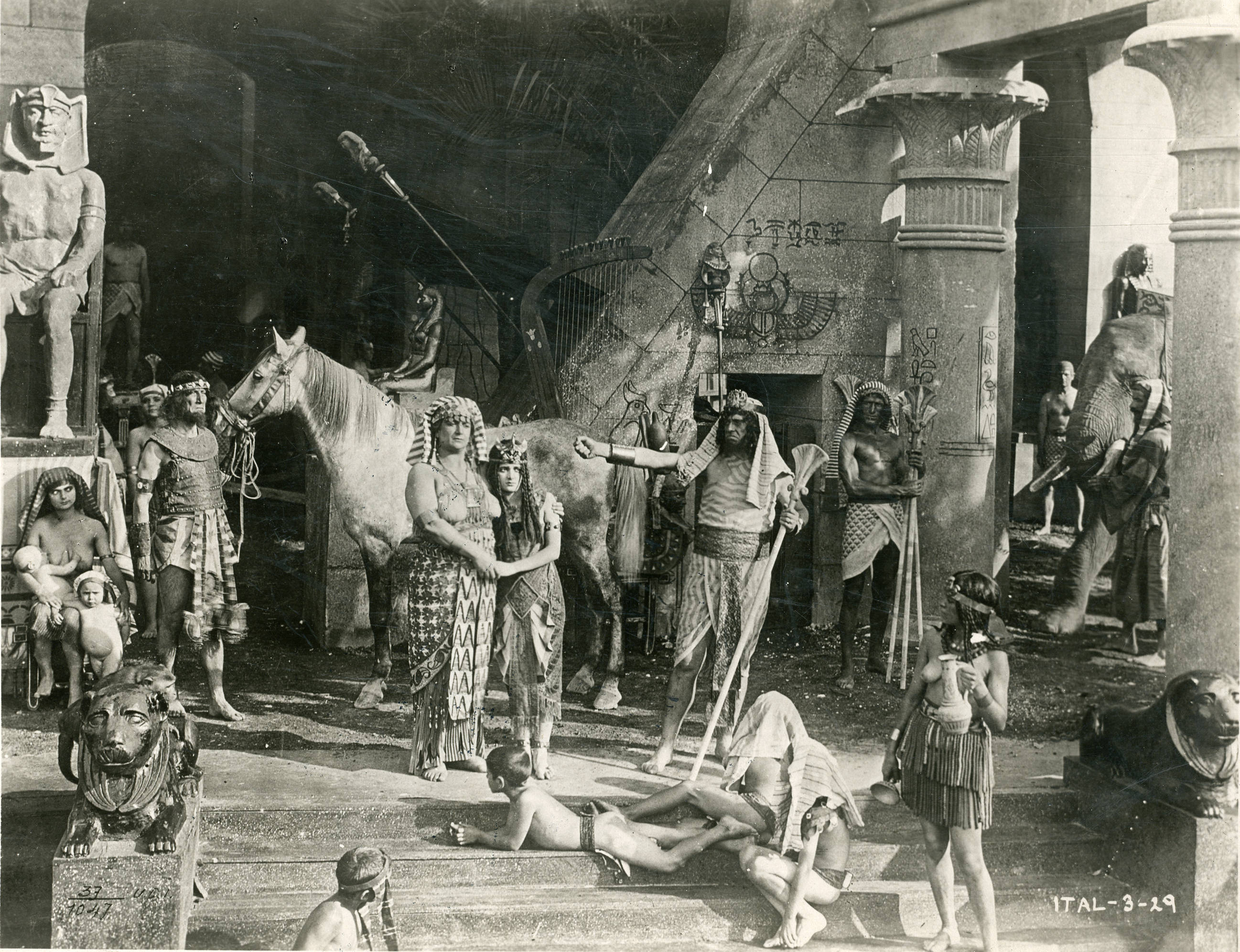
Fotograma de Teodora, película que trata de la regente bizantina.

- La bestia umana (1916)
- La flotta degli emigranti (1917)
- I Mohicani di Parigi (1917)
- Caino (1918)
- Teodora (1921)

- Viaggio di nozze in sette (1928)